# Клейборн (парафія)
Шаблон:StateAbbr_ 32°49′ пн. ш. 92°59′ зх. д. / 32.82° пн. ш. 92.99° зх. д.
Округ  Клейборн (англ. Claiborne Parish) — округ (парафія) у штаті  Луїзіана, США. Ідентифікатор округу 22027.

## Історія
Парафія утворена 1828 року.

## Демографія
За даними перепису 
2000 року 
загальне населення округу становило 16851 осіб, зокрема міського населення було 3683, а сільського — 13168.
Серед мешканців округу чоловіків було 8415, а жінок — 8436. В окрузі було 6270 домогосподарств, 4336 родин, які мешкали в 7815 будинках.
Середній розмір родини становив 3,07.
Віковий розподіл населення поданий у таблиці:
| Стать    | До 15 років | 15-21 | 22-29 | 30-39 | 40-49 | 50-65 | 65-85 | Понад 85 |
| -------- | ----------- | ----- | ----- | ----- | ----- | ----- | ----- | -------- |
| Чоловіки | 1791        | 857   | 827   | 1252  | 1215  | 1305  | 1040  | 128      |
| Жінки    | 1724        | 756   | 677   | 1075  | 1125  | 1332  | 1441  | 306      |

## Суміжні округи
- Юніон, Арканзас — північний схід
- Юніон — схід
- Лінкольн — південний схід
- Б'єнвіль — південь
- Вебстер — захід
- Колумбія, Арканзас — північний захід

## Виноски
1. ↑  U.S. Decennial Census. United States Census Bureau. Архів оригіналу за 26 квітня 2015. Процитовано 27 серпня 2014.
2. ↑  Historical Census Browser. University of Virginia Library. Архів оригіналу за 11 Серпня 2012. Процитовано 27 серпня 2014.
3. ↑  Population of Counties by Decennial Census: 1900 to 1990. United States Census Bureau. Архів оригіналу за 15 Вересня 2014. Процитовано 27 серпня 2014.
4. ↑  Census 2000 PHC-T-4. Ranking Tables for Counties: 1990 and 2000 (PDF). United States Census Bureau. Архів оригіналу (PDF) за 18 Грудня 2014. Процитовано 27 серпня 2014.
5. ↑  State & County QuickFacts. United States Census Bureau. Архів оригіналу за 5 вересня 2015. Процитовано 20 серпня 2013.(англ.) Наведено за англійською вікіпедією.
6. ↑  American FactFinder. Бюро перепису населення США. Архів оригіналу за 29 липня 2011. Процитовано 31 січня 2008.

| США | Це незавершена стаття з географії США. Ви можете допомогти проєкту, виправивши або дописавши її. |